# Баутін Сергій Вікторович
Баутін Сергій Вікторович (рос. Серге́й Ви́кторович Бау́тин, 11 березня 1967, Рогачов — 31 грудня 2022) — російський хокеїст, що грав на позиції захисника. Грав за збірні команди СНД та Росії.
Олімпійський чемпіон 1992 року в складі об'єднаної команди.

## Ігрова кар'єра
Хокейну кар'єру розпочав у 1987 році в саратовському «Кристалі». Потім виступав за команду «Динамо» (Москва).
1992 року був обраний на драфті НХЛ під 17-м загальним номером командою «Вінніпег Джетс».
Протягом професійної клубної ігрової кар'єри, що тривала 15 років, захищав кольори команд «Динамо» (Москва), «Вінніпег Джетс», «Детройт Ред-Вінгс», «Сан-Хосе Шаркс», «Лулео», «Ак Барс», «Нюрнберг Айс-Тайгерс», «Одзі Сейсі», «Металург» (Магнітогорськ).
Загалом провів 138 матчів у НХЛ, включаючи 6 ігор плей-оф Кубка Стенлі.
На Олімпійських іграх провів 8 ігор у складі збірної СНД. Учасник трьох чемпіонатів світу у складі збірної Росії (19 матчів).

## Статистика

### Клубні виступи
| Сезон        | Клуб                       | Ліга         | Регулярний сезон | Регулярний сезон | Регулярний сезон | Регулярний сезон | Регулярний сезон | Плей-оф | Плей-оф | Плей-оф | Плей-оф | Плей-оф |
| Сезон        | Клуб                       | Ліга         | І                | Г                | П                | О                | ШХ               | І       | Г       | П       | О       | ШХ      |
| ------------ | -------------------------- | ------------ | ---------------- | ---------------- | ---------------- | ---------------- | ---------------- | ------- | ------- | ------- | ------- | ------- |
| 1990–91      | «Динамо» (Москва)          | СРСР         | 33               | 2                | 0                | 2                | 28               | —       | —       | —       | —       | —       |
| 1991–92      | «Динамо» (Москва)          | СНД          | 32               | 1                | 2                | 3                | 88               | 5       | 0       | 1       | 1       | —       |
| 1992–93      | «Вінніпег Джетс»           | НХЛ          | 71               | 5                | 18               | 23               | 96               | 6       | 0       | 0       | 0       | 2       |
| 1993–94      | «Вінніпег Джетс»           | НХЛ          | 59               | 0                | 7                | 7                | 78               | —       | —       | —       | —       | —       |
| 1993–94      | «Детройт Ред-Вінгс»        | НХЛ          | 1                | 0                | 0                | 0                | 0                | —       | —       | —       | —       | —       |
| 1993–94      | «Адірондак Ред-Вінгс»      | АХЛ          | 9                | 1                | 5                | 6                | 6                | —       | —       | —       | —       | —       |
| 1994–95      | «Адірондак Ред-Вінгс»      | АХЛ          | 32               | 0                | 10               | 10               | 57               | 1       | 0       | 0       | 0       | 4       |
| 1995–96      | «Сан-Хосе Шаркс»           | НХЛ          | 1                | 0                | 0                | 0                | 2                | —       | —       | —       | —       | —       |
| 1995–96      | «Канзас Сіті Блейдс»       | МХЛ          | 60               | 0                | 14               | 14               | 113              | 3       | 0       | 0       | 0       | 6       |
| 1996–97      | «Лулео»                    | ШХЛ          | 36               | 1                | 0                | 1                | 113              | 8       | 1       | 2       | 3       | 31      |
| 1997–98      | «Лулео»                    | ШХЛ          | 43               | 3                | 5                | 8                | 52               | 2       | 0       | 0       | 0       | 4       |
| 1998–99      | «Ак Барс»                  | Росія        | 41               | 0                | 5                | 5                | 76               | 13      | 0       | 3       | 3       | 18      |
| 1999–00      | «Нюрнберг Айс-Тайгерс»     | Нім. ХЛ      | 61               | 5                | 11               | 16               | 140              | —       | —       | —       | —       | —       |
| 2000–01      | «Одзі Сейсі»               | Японія       | 40               | 5                | 19               | 24               | —                | —       | —       | —       | —       | —       |
| 2001–02      | «Одзі Сейсі»               | Японія       | 37               | 1                | 12               | 13               | —                | —       | —       | —       | —       | —       |
| 2002–03      | «Металург» (Магнітогорськ) | Росія        | 25               | 0                | 3                | 3                | 40               | —       | —       | —       | —       | —       |
| 2003–04      | «Крила Рад» (Москва)       | Росія-2      | 42               | 1                | 5                | 6                | 22               | 4       | 1       | 0       | 1       | 0       |
| Усього в НХЛ | Усього в НХЛ               | Усього в НХЛ | 132              | 5                | 25               | 30               | 176              | 6       | 0       | 0       | 0       | 2       |
| Усього в РХЛ | Усього в РХЛ               | Усього в РХЛ | 66               | 0                | 8                | 8                | 116              | 13      | 0       | 3       | 3       | 18      |

### Збірна
| Рік                | Команда            | Турнір             | Місце              | І  | Г | П | О | ШХ |
| ------------------ | ------------------ | ------------------ | ------------------ | -- | - | - | - | -- |
| 1992               | Об'єднана команда  | ОІ                 | 1                  | 8  | 0 | 0 | 0 | 6  |
| 1992               | Росія              | ЧС                 | 5-е                | 6  | 1 | 1 | 2 | 8  |
| 1997               | Росія              | ЧС                 | 4-е                | 9  | 0 | 2 | 2 | 14 |
| 1999               | Росія              | ЧС                 | 5-е                | 4  | 0 | 2 | 2 | 8  |
| Національна збірна | Національна збірна | Національна збірна | Національна збірна | 27 | 1 | 5 | 6 | 36 |